# Afrikanischer Krieg
Als Afrikanischer Krieg (bellum Africum) wird der Feldzug während der römischen Bürgerkriege bezeichnet, den Gaius Iulius Caesar 46 v. Chr. gegen die Anhänger des mittlerweile verstorbenen Gnaeus Pompeius Magnus und die Senatspartei in der römischen Provinz Africa führte.

## Verlauf
Nach der Schlacht von Pharsalos (48 v. Chr.) waren die Gegner Caesars mit den Resten ihres geschlagenen Heers nach Africa geflüchtet und hatten dort ihre Truppen mit jenen Jubas, dem König von Numidien, und des Proprätors Publius Attius Varus vereint. Gemeinsam brachten sie wieder eine ansehnliche Armee zustande, die unter dem Oberbefehl des Quintus Metellus Scipio stand. Auch beherrschten sie mit ihrer Flotte die Seewege nach Africa. Am 9. Oktober 47 v. Chr. (nach dem Julianischen Kalender = 25. Dezember 47 v. Chr. vorjulianisch) segelte Caesar zu einer von seinen Gegnern nicht erwarteten Jahreszeit von Lilybaeum auf Sizilien ungestört nach Africa und landete bei Hadrumetum an der heutigen marokkanischen Küste. Wegen widriger Winde waren aber nur 3000 Infanteristen und 150 Reiter mit ihm in Africa angekommen. Hadrumetum wurde von Gaius Considius Longus mit zwei Legionen für die Partei der Pompeianer verteidigt. Caesar konnte es militärisch wegen zu schwacher ihm zur Verfügung stehender Streitkräfte nicht erobern und auch durch Verhandlungen keine Übergabe der Stadt erreichen, sodass er stattdessen die beiden Küstenstädte Ruspina und Leptis besetzte.
Zufällig gelangten einige von Caesars Schiffen, die auf der Überfahrt nach Africa abgetrieben worden waren, zu ihm, während andere auf See umherirrten und Gefahr liefen, von gegnerischen Geschwadern gekapert zu werden. Zehn von ihm zur Suche nach ihnen ausgesandte Schiffe kamen erst nach etwas längerer Zeit wieder zu ihm zurück, und er lagerte mit dem neu zu ihm gestoßenen Heereseinheiten bei Ruspina. Als er am 17. Oktober 47 v. Chr. (julianisch = 4. Januar 46 v. Chr. vorjulianisch) von Ruspina mit 30 Kohorten zur Nahrungsmittelbeschaffung auszog, stieß er auf eine von Titus Labienus geführte feindliche Armee, die neben Fußsoldaten 8000 numidische sowie 1600 gallische und germanische Reiter umfasste. Daraus entwickelte sich die Schlacht von Ruspina, in der Caesar das feindliche Zentrum mit Mühe durchbrechen und in sein Lager zurückmarschieren konnte.
Nun ließ Caesar Verschanzungen bis zur Küste errichten, wurde dabei aber von Angriffen des Labienus gestört, zu dem Scipio mit acht Legionen und 3000 Reitern stieß. Caesar wurde auf engem Raum eingeschlossen und konnte nicht mehr genug Tierfutter beschaffen; als Ersatz diente Seegras für die Tiernahrung. Indessen musste Juba infolge eines Einfalls des mauretanischen Königs Bocchus und des Publius Sittius in sein Reich dorthin zurückkehren und konnte Labienus nicht unterstützen. Die von Scipio mehrfach angebotene Schlacht nahm Caesar vorerst nicht an, da er auf Truppenverstärkungen wartete. Häufiger verließen Numider das Heer Scipios und zogen entweder wieder in ihre Heimat zurück oder schlossen sich Caesar an. Auch gelangte von Cercina (den heutigen Kerkenna-Inseln) eine Getreidelieferung ins Lager Caesars, der nach einiger Zeit an seinem Standort in Ruspina den Zuzug von Verstärkungstruppen aus Sizilien – zwei Legionen, 800 gallische Reiter und 1000 Leichtbewaffnete – registrieren konnte.
In der Nacht vom 7. auf den 8. November 47 v. Chr. (julianisch = Nacht vom 25. auf den 26. Januar 46 v. Chr. vorjulianisch) rückte Caesar in die Ebene von Uzita vor, wehrte einen Angriff des Labienus ab und besetzte einen die Stadt Uzita beherrschenden Hügel. Etwa zur gleichen Zeit stießen zwei weitere Legionen zu ihm. Allerdings hatte sich eine von ihnen – die zehnte Legion – an einer Meuterei in Kampanien beteiligt und Caesar befahl einigen ihrer Kriegstribunen, seine Armee zu verlassen. Das Eintreffen dieser Verstärkungstruppen war für Caesar bedeutsam, da Scipio nun seinerseits durch die Ankunft Jubas mit Hilfstruppen über ein größeres Heer verfügte und Caesar zu einer Schlacht vor Uzita herausforderte. Diese fand indessen nicht statt, obwohl Caesar sich kampfbereit aufstellte; nur ein kleines Reitergefecht wurde am späten Abend ausgetragen und endete mit einem unbedeutenden Sieg Scipios. In der Folge kamen noch zwei Legionen im Lager Caesars an, die aus Sizilien herbeigesegelt waren. Er wollte nun die Austragung einer entscheidenden Feldschlacht erreichen, doch präferierten seine Gegner den Kleinkrieg. Daraufhin rückte er gegen Thapsus vor und bewog dadurch seine Feinde, sich ihm doch zu einer großen Schlacht zu stellen. Die sich am 7. Februar 46 v. Chr. (julianisch = 6. April 46 v. Chr. vorjulianisch) entspinnende Schlacht bei Thapsus endete mit dem entscheidenden Sieg Caesars.
Weil Gaius Vergilius, der die Besatzung von Thapsus kommandierte, die Übergabe der Stadt verweigerte, ließ Caesar drei Legionen vor Thapsus zurück, sandte zwei andere Legionen gegen das von Considius verteidigte Thysdrus und zog selbst mit dem restlichen Heer gegen Utica, das von Cato besetzt gehalten wurde. Zahlreiche Einwohner Uticas verwarfen Catos Plan, Caesar energischen Widerstand zu leisten, und präferierten stattdessen ein Gnadengesuch an den Sieger zu stellen. Cato ließ eine Reihe seiner Parteigenossen auf dem Seeweg entfliehen, zog aber selbst den Freitod vor, in dem er sich mit seinem Schwert tötete. Den in Utica verbliebenen Optimaten ließ Caesar Gnade zuteilwerden, verhängte aber über die in der Stadt Handel treibenden römischen Bürger wegen ihrer Unterstützung seiner Gegner eine hohe Geldbuße. Juba wurde in Zama und anderen numidischen Städten die Aufnahme verweigert und trug in aussichtsloser Lage mit seinem Begleiter Marcus Petreius einen verabredeten Zweikampf aus, in dem er getötet wurde. Jubas Reich wurde in eine römische Provinz umgewandelt und dem Geschichtsschreiber Sallust unterstellt; Bocchus und Sittius erhielten Westnumidien. Scipio beging Selbstmord; Labienus und andere Pompeianer suchten auf der Iberischen Halbinsel Zuflucht. Caesar segelte am 15. April 46 v. Chr. (julianisch = 13. Juni 46 v. Chr. vorjulianisch) von Utica ab und machte sich auf den Weg nach Rom.

## Geschichtswerk
Als bellum Africum bzw. Commentarius de bello Africo („Bericht über den afrikanischen Krieg“) wird auch eine zeitgenössische Darstellung des Feldzugs bezeichnet, die unter den Werken Caesars überliefert ist, mit großer Wahrscheinlichkeit aber nicht von ihm stammt.